# Tetley-Inseln
Die Tetley-Inseln (englisch Tetley Islets) sind eine australische Inselgruppe im Südosten des Archipels der Torres-Strait-Inseln. Sie liegen etwa 12,5 km östlich von York Island auf dem Riffkranz des über 48 km² großen South-Ledge-Riffs.
Die unbewohnte Gruppe besteht aus zwei sehr kleinen Inseln:
| Insel         | Lage       | Fläche km² | Geokoordinaten        |
| ------------- | ---------- | ---------- | --------------------- |
| Tetley Island | Südosten   | 0,012      | 10° 44′ S, 142° 44′ O |
| (unbenannt)   | Nordwesten | 0,010      | 10° 44′ S, 142° 44′ O |

Verwaltungsmäßig zählen die Tetley-Inseln zu den Central Islands, einer Inselregion im Verwaltungsbezirk Torres Shire von Queensland.